# Ян Хао (стрибун у воду)
Ян Хао (3 лютого 1998) — китайський стрибун у воду. Чемпіон світу з водних видів спорту 2015 року в змішаних синхронних стрибках з 3-метрового трампліна. Чемпіон світу з водних видів спорту 2017 року в синхронних стрибках з 10-метрової вишки